# 新街回族乡 (贵德县)
新街回族乡是中华人民共和国青海省海南藏族自治州贵德县下辖的一个民族乡。

## 行政区划
新街回族乡下辖以下村级行政区划单位：
新街村、藏盖村、鱼山村、陆切村、麻吾村、上卡村、下卡村、老虎口村和尕麻堂村。